# Fermín Artagoitia
Fermín Artagoitia Calabuig, né à Valence (province de Valence, Espagne) en 1946, est un homme politique de la Communauté valencienne.

## Biographie
Au cours de la transition démocratique, il milite dans les rangs d'Union du centre démocratique, parti centriste fondé par Adolfo Suárez, qu'il suit à la fondation du Centre démocratique et social, dans lequel Artagoitia assume plusieurs postes de direction.
Il rejoint par la suite la formation régionaliste valencienne Union valencienne (UV), dans les rangs de laquelle il est élu député au Parlement valencien en 1991 et conseiller à l'ayuntamiento de sa ville natale.
En 1995, il renouvelle son mandat de parlementaire autonomique, cette fois sur la liste du Parti populaire (PP).
En avril 2000, il annonce quitter UV en raison d'un désaccord avec la ligne politique suivie par José María Chiquillo.
Aux élections municipales de 2023, âgé de 77 ans et après une longue période d'inactivité en politique, il figure en cinquième place sur la liste de Ciudadanos pour Valence. 